# Park Retiro

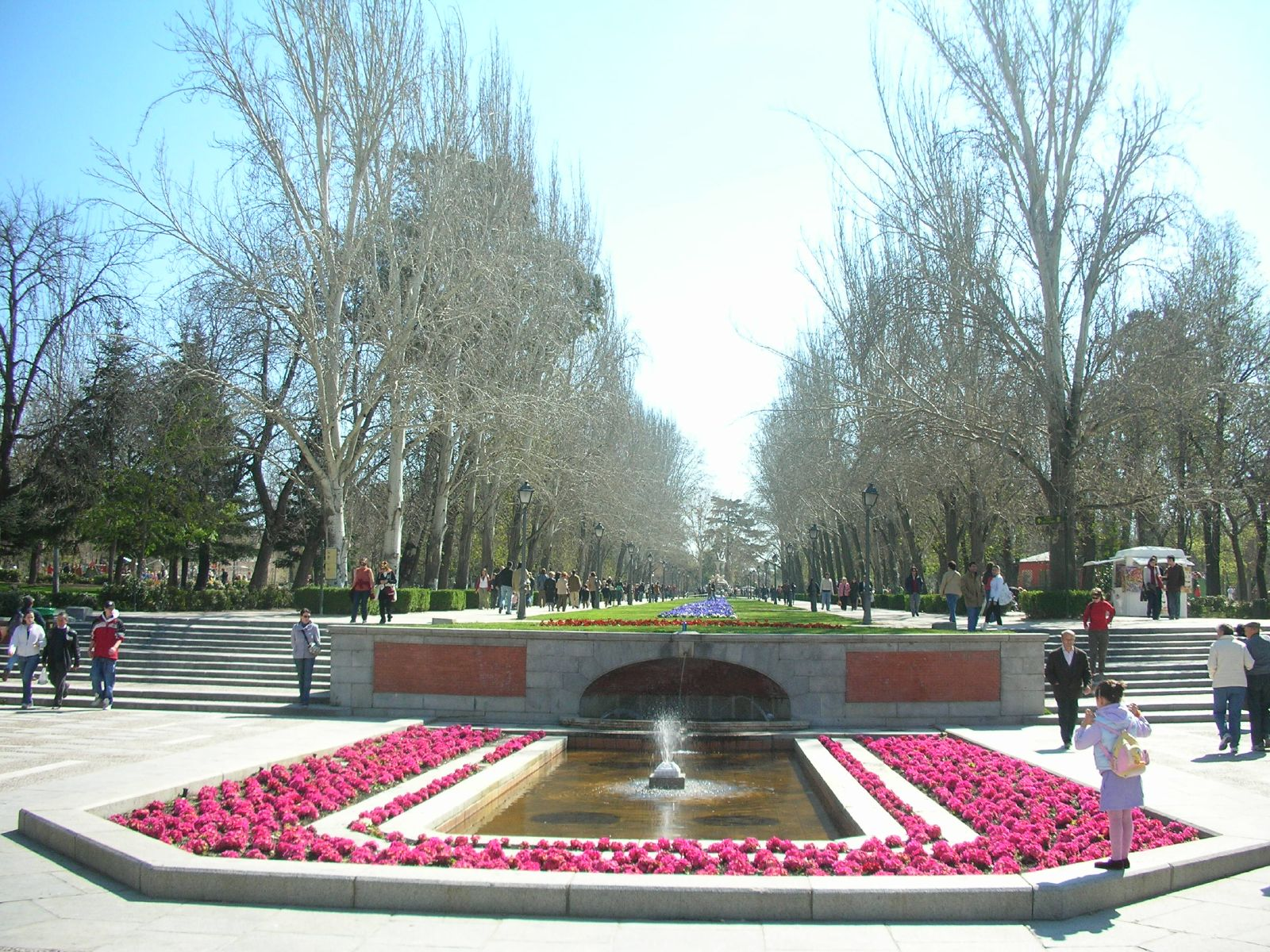
Widok na Avenida de México

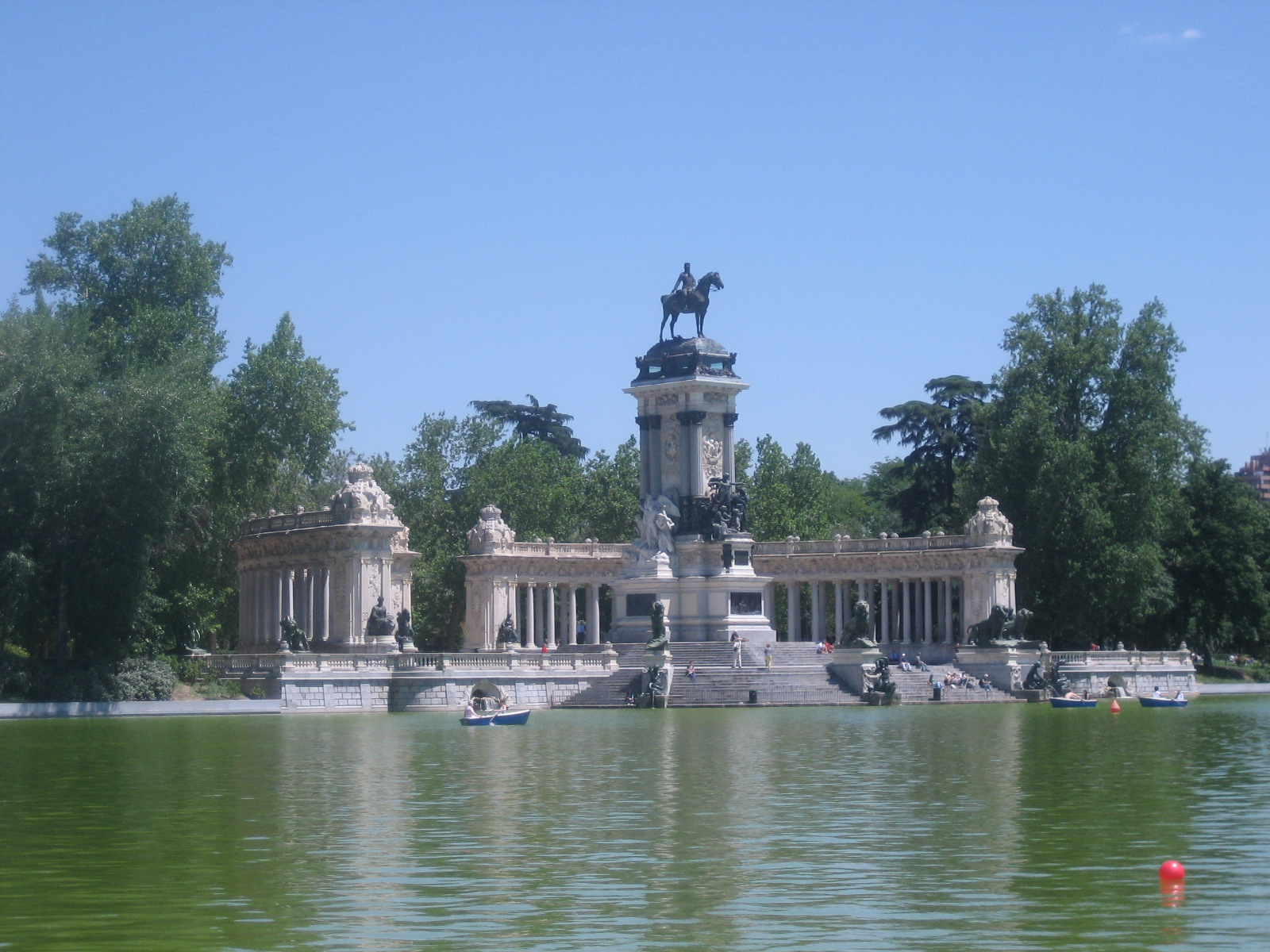
Pomnik Alfonsa XII

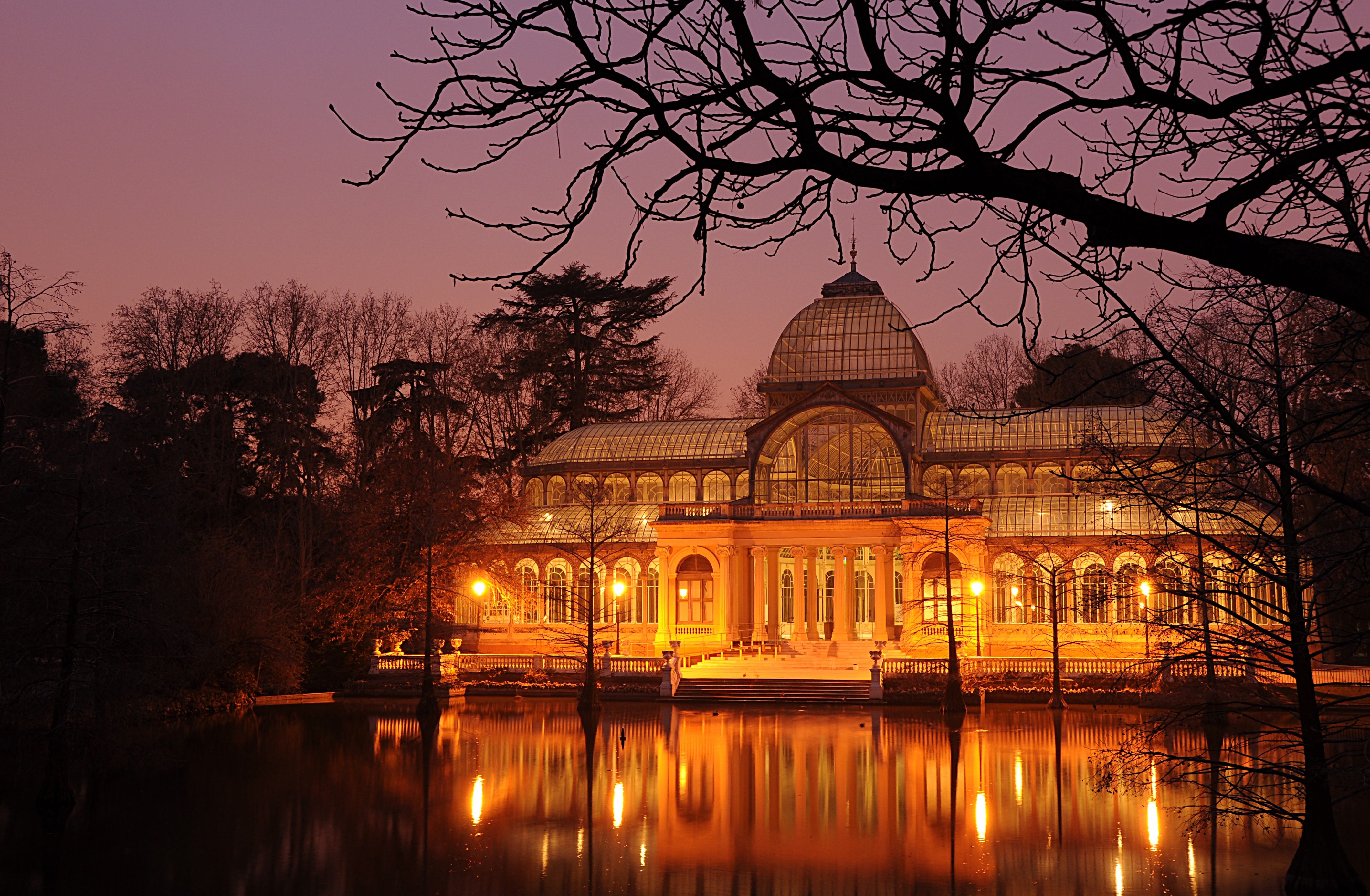
Pałac Kryształowy

Park Retiro (hiszp. Jardines del Buen Retiro de Madrid lub Parque del Buen Retiro) to park położony we wschodniej części Madrytu wśród gęstej zabudowy.
Park Retiro zajmuje powierzchnię 120 hektarów. Sąsiaduje z zamożną i prestiżową dzielnicą miasta – Los Jerónimos i najważniejszymi muzeami: Prado i Thyssen-Bornemisza. Niedaleko znajduje się także Muzeum Królowej Zofii i Królewska Akademia Sztuk Pięknych San Fernando. Mieści się w nim półkolista kolumnada z pomnikiem Alfonsa XII, stojąca nad prostokątnym stawem, a po drugiej stronie znajduje się Pałac Kryształowy. W przeszłości park pełnił funkcję królewskich ogrodów, mieścił się w nim Palacio de Buen Retiro, który nie przetrwał do naszych czasów. Panujący w latach 1759–1788 Karol III, nazywany „najlepszym burmistrzem Madrytu” pozwolił, aby mieszkańcy miasta korzystali z części parku. Podczas hiszpańskiej wojny niepodległościowej w 1808 r. Armia napoleońska założyła na terenie parku kwaterę i koszary. W wyniku toczonych działań militarnych większość drzew wycięto, a pawilony ogrodowe zostały zdewastowane. Z czasem jednak odzyskał dawny blask, a istotna zmiana nastąpiła W 1868 r. za panowania Izabeli II, kiedy park stał się własnością publiczną.
W zabytkowym Domku Rybaka – Casita del Pescador mieści się informacja turystyczna. Wszystkie drogi prowadzą do wielkiego stawu w centrum parku. Od stawu rozciągają się szerokie aleje o charakterystycznych nazwach: Paseo de Argentina, Paseo de Paraguay, Paseo de Salvador, Paseo de Mexico itp... Na jego wschodnim brzegu z daleka widać otoczony półkolistą kolumnadą pomnik konny Alfonsa XII, który stoi tam od 1922 roku. Aleja wzdłuż stawu nosi nazwę Salón del Estanque. Jedna z dróg prowadzących do stawu wiedzie przez Paseo de las Estatuas – aleję, przy której stoją XVIII-wieczne figury władców Hiszpanii, pierwotnie przeznaczone na dekorację fasady Pałacu Królewskiego w Madrycie.
W świąteczne dni często odbywają się tam pokazy i imprezy jak np.: teatrzyki kukiełkowe, występy mimów, akrobatów i sztukmistrzów. Co roku w czerwcu odbywają się tam targi książki Feria del Libro de Madrid.
Park stanowi niezwykłe bogactwo flory, można w nim podziwiać ogród różany, magnolie, azalie. Rośnie tu 18 tysięcy drzew i 7 tysięcy krzewów takich jak m.in.: topola, kasztanowiec czy olbrzymie sekwoje, sosny alepskie i perełkowce japońskie. Najcenniejszym okazem jest sędziwy cypryśnik meksykański, nazywany potocznie Drzewem Montezumy. Posadzono go w ogrodzie w 1633 roku. Uważany jest za najstarsze drzewo w Madrycie.
Znajduje się tam również wiele fontann. Wszystkie są zabytkowe, najczęściej XIX-wieczne i dokładnie opisane na specjalnych tablicach m.in.: Fuente de Galapagos, ozdobiona żółwiami, delfinami i żabami, Fuente de la Alcachofa w kształcie karczocha czy Fuente del Ángel Caído (Fontanna Upadłego Anioła) z wodą tryskającą ze smoczych paszcz oraz wieńczący ją pomnik Upadłego Anioła, dzieło Ricarda Bellvera z 1878 roku.